# Chumayel
Chumayel är ort i Mexiko.   Den ligger i kommunen Chumayel och delstaten Yucatán, i den östra delen av landet, 1 000 km öster om huvudstaden Mexico City. Chumayel ligger 29 meter över havet och antalet invånare är 3 135.
Terrängen runt Chumayel är mycket platt. Runt Chumayel är det ganska glesbefolkat, med 35 invånare per kvadratkilometer. Närmaste större samhälle är Oxkutzkab, 18,1 km sydväst om Chumayel. I omgivningarna runt Chumayel växer i huvudsak lövfällande lövskog.